# Maître aux mains volubiles

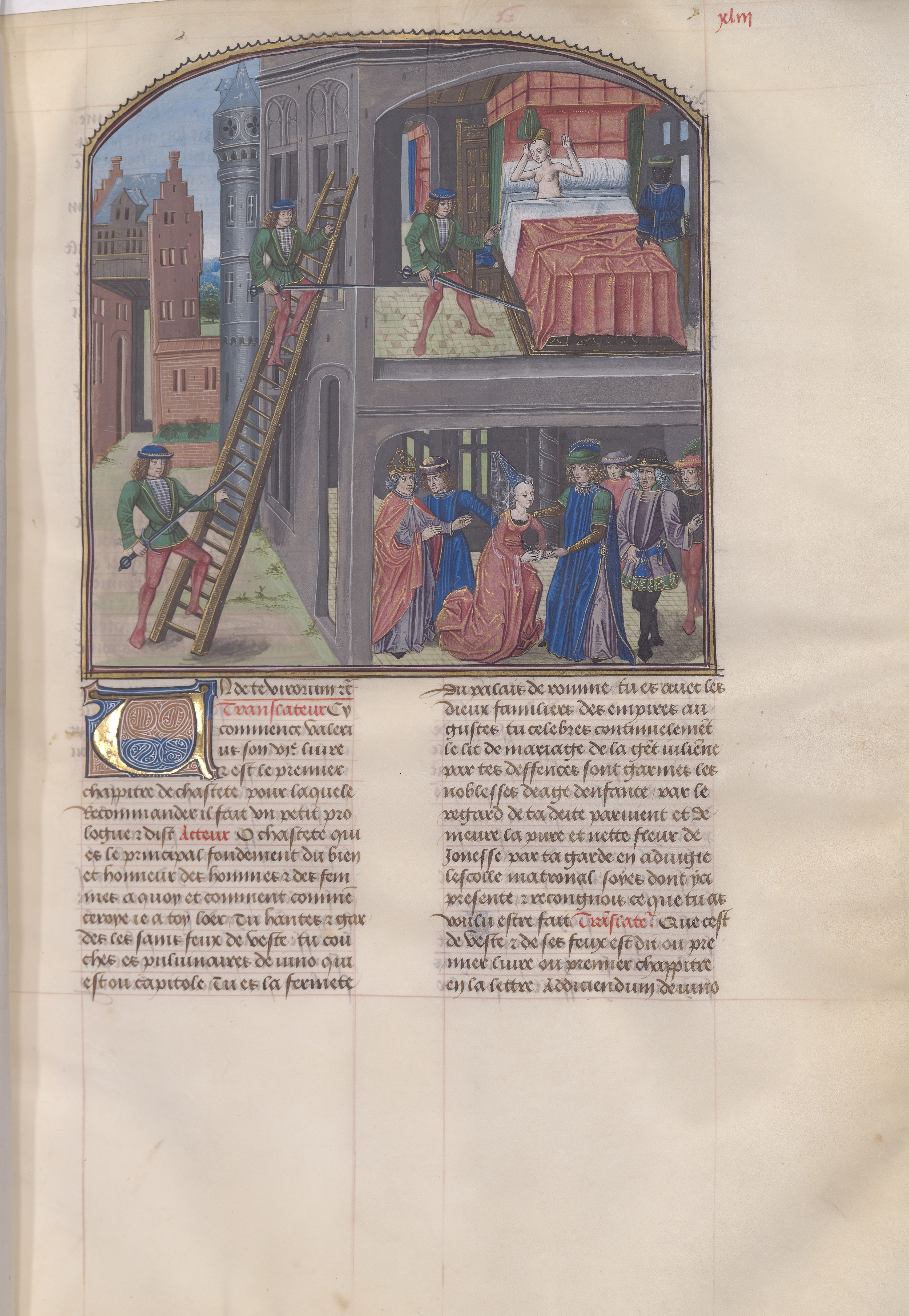
Viol et suicide de Lucrèce.
Valère Maxime, Faits et dits mémorables, Paris, BNF, Ars. ms. 5195, fol. 43

Le Maître aux mains volubiles est un peintre flamand anonyme d'enluminures, actif à Bruges dans les années 1470 et 1480. Il doit son nom d'emprunt à une particularité stylistique présente dans ses miniatures : les mains des personnages semblent toutes en mouvement constant.

## Origine de son nom

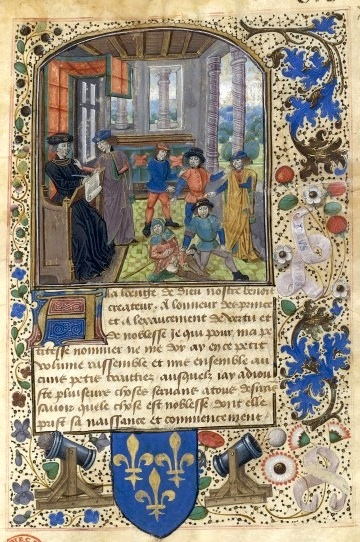
Gille écrivant.
Les Droits d'armes de noblesse, Paris, BNF Fr.1280, fol. 1

Au début des années 1990, un ensemble de cinq manuscrits dont les enluminures pouvaient être attribuées au même artiste furent regroupées sous l'appellation « cercle de Loyset Liédet » par Otto Pächt et Dagmar Thoss, médiévistes autrichiens. En 2002, neuf autres manuscrits enluminés furent adjoints à ces cinq premiers par Hanno Wijsman. Puis, en 2006, Pascal Schandel, historien de l'art spécialiste de l'enluminure flamande, remarqua que nombre d'enluminures de manuscrits conservés à la Bibliothèque nationale de France possédaient la même particularité stylistique que celles attribuées au cercle de Loyset Liédet. En effet, les mains des personnages paraissent être en perpétuel mouvement. Aussi Pascal Schandel proposa d'attribuer l'ensemble de ces enluminures à un même Maître et proposa le nom de « Maître aux mains volubiles ». Peu après, le corpus de ce Maître fut encore complété pour atteindre quelque cinquante manuscrits.

## Style
Le Maître aux mains volubiles semble avoir subi l'influence de Loyset Liédet. Il peint principalement des paysages urbains. Ses intérieurs sont peu décorés et ses personnages aux traits quelque peu caricaturaux ont les paupières bombées.
Le Maître aux mains volubiles travaille parfois seul, comme dans le recueil de traités moraux de Vienne (ÖNB, ms. 2550) ou les Droits d'armes de noblesse de Paris, mais la plupart du temps il travaille en collaboration avec d'autres miniaturistes. Souvent plus doués, ceux-ci produisent les miniatures les plus importantes du manuscrit, cantonnant le Maître aux mains volubiles à la réalisation d'illustrations secondaires, comme dans le Livre de faits de Jacques de Lalaing.

## Œuvres
Une cinquantaine de manuscrits ont été enluminés, en tout ou en partie, par le Maître aux mains volubiles. La plupart sont conservés à la Bibliothèque nationale de France.

### Manuscrits à la Bibliothèque nationale de France (sélection)
- Valère Maxime,  Faits et dits mémorables, volume 2, (BNF Ars. ms. 5195)[3].
- Le Livre des faits du bon chevalier messire Jacques de Lalaing, par Jean Le Fèvre de Saint-Remy (BNF ms. 16830). Le frontispice[4] est du Maître aux inscriptions blanches, les dix-sept autres miniatures, plus petites, de la largeur d’une colonne, sont peintes par le Maître aux mains volubiles.
- Le Débat de félicité de Charles Soillot (BNF ms. fr. 1154).
- Un Traité des monnaies, traduction de l'ouvrage en latin de Nicole Oresme (BNF ms. fr. 5913).
- Le Siège de Rhodes, traduit du latin de Guillaume Caoursin (BNF ms. fr. 5646).
- Les Droits d'armes de noblesse, compilation exécutée en 1481, sous la direction de Gille, roi d'armes de Maximilien d'Autriche, comte de Flandres (BNF ms. fr. 1280)[5],[6].
- Pour La Fleur des Histoires de Jean Mansel, dans une version conservée à Paris (BNF ms. fr. 297-299), le Maître aux mains volubiles semble avoir collaboré avec Philippe de Mazerolles[7].

### Manuscrits conservés dans d'autres bibliothèques
- Un Décaméron de Boccace, en collaboration avec Philippe de Mazerolles[8], British Library à Londres
- Le premier volume des Chroniques de Jean Froissart (BL ms. Royal 18 E 1)[9].
- Traduction par Laurent de Premierfait de De amicitia de Cicéron, Bibliothèque nationale autrichienne à Vienne, ms. 2550.
- Recueil des Chroniques d'Angleterre, en collaboration avec Philippe de Mazerolles et le Maître de la Chronique d'Angleterre, Bibliothèque Sainte-Geneviève, Ms.935[10]
- Fleur des histoires de Jean Mansel, 2 volumes, en collaboration avec le Maître du Flavius Josèphe du musée Soane, Philippe de Mazerolles, le Maître du Froissart du Getty et le Maître de la Chronique d'Angleterre, Bibliothèque royale du Danemark, Acc.2008/74 et Ms.Thott 568 2°[11]